# Ioannis Ballis
Ioannis Ballis (griechisch Ιωάννης Μπάλλης, * 19. Jahrhundert; † 20. Jahrhundert) war ein griechischer Tennisspieler.
Ballis spielte bei den Olympischen Zwischenspielen 1906 in Athen. Er bestritt die Doppel-Konkurrenz mit seinem Landsmann Xenophon Kasdaglis. Sie unterlagen erst im Endspiel den favorisierten Franzosen Max Décugis und Maurice Germot in fünf umkämpften Sätzen. Im Einzelbewerb erreichte Ballis die zweite Runde und schied dort gegen den Niederländer Gerard Scheurleer aus.